# Megachile phaseoli
Megachile phaseoli là một loài Hymenoptera trong họ Megachilidae. Loài này được Moure mô tả khoa học năm 1977.